# Consejo General de los Pirineos Orientales
El Consejo General de los Pirineos Orientales (en catalán Consell General dels Pirineus Orientals) es el ente administrativo del departamento francés de los Pirineos Orientales, que también recibe el nombre de Rosellón. Tiene su sede en el paseo Sadi Carnot 24, en la capital o prefectura del département, Perpiñán. La marca corporativa del Consejo y departamento es una versión de la bandera catalana, haciendo referencia a la catalanidad de la región. Se categorizan los départements por número y los Prinieos Orientales son número 66.
Bajo el Consejo, existen numerosos niveles de administración:
- Los 3 Arrondissementso subprovincias de Perpiñán, Prada y Ceret
- 31 Cantones o agrupaciones de municipios
- 226 Communes o municipios

Además, el presidente del Consejo General del Pirineo Oriental ejercer un papel internacional. El Principado de Andorra es regida por dos "príncipes", uno de los cuales debe ser el presidente de Francia. En la práctica, su representante oficial en el territorio es el presidente del Consejo.

## Historia del consejo
Tras la separación del Rosellón del Principado de Cataluña en 1659, el año 1660 se creó la Generalidad de Perpiñán. Este gobierno fue el origen de lo que cien años después sería el Consejo General.
Concretamente, el Consejo fue creado en 1790, junto con los otros consejos franceses. El consejo novato entonces adoptó el proyecto Cassini que trataba sobre la creación de los departamentos. Estos son formatos en torno a una población importante de la misma manera que las provincias españolas. Este primer consejo era democrático, si bien había que pagar un mínimo de impuestos para votar.
El 10 de agosto de 1871 una nueva ley da al Consejo General competencias mucho más globales sobre el Rosellón. Esta ley reforma la función del Consejo y manda la reelección de la mitad de los consejeros cada tres años, además del presidente. Los consejeros son elegidos durante seis años. Las demarcaciones electorales corresponden a los cantones. Sin embargo, durante más de un siglo fue el Prefecto (representante del Gobierno central) el jefe del ejecutivo.
Es en 1982 que el departamento llega a tener todas las competencias que tiene hoy en día. Las leyes de descentralización del 2 de marzo son las responsables. La tutela de la administración prefectoral es entonces suprimido, y el poder ejecutivo y control del presupuesto pasa al presidente.
El 10 de diciembre de 2007 el Consejo aprobó la Carta en favor del catalán que fija la lengua catalana como cooficial en el departamento y busca crear un régimen bilingüe (plan de rotulación bilingüe, atención en catalán).
Tras las elecciones del 2008, el Consejo fue presidido por el socialista Christian Bourquin pero tras su fallecimiento en agosto de 2014 pasó a ser presidido por Hermeline Malherbe-Laurent.